# Cours (Rhône)
Cours község Franciaország Auvergne-Rhône-Alpes régiójában, Rhône megyében. Új községként 2016. január 1-jén jött létre Cours-la-Ville, Thel és Pont-Trambouze község egyesítésével. A korábbi községek egyesülésekor az új község lélekszáma 4724 fő lett. Lakosainak száma 4329 fő (2022. január 1.).

## Népesség
| Lakosok száma | 4449 | 4379 | 4390 | 4366 | 4352 | 4329 |
|               | 2017 | 2018 | 2019 | 2020 | 2021 | 2022 |